# Озерський сільський округ
Озе́рський сільський округ (каз. Өзеркі ауылдық округі, рос. Озерский сельский округ) — адміністративна одиниця у складі Жанасемейського району Абайської області Казахстану. Адміністративний центр — село Озерки.
Населення — 3343 особи (2021; 3106 у 2009, 3180 у 1999, 3121 у 1989).
Станом на 1989 рік існувала Озерська сільська рада (Муздибай, Озерки, Половинка, Ріпинка, Талиця) колишнього Жанасемейського району. До 1999 року село Муздибай було передане до складу Прирічного сільського округу.

## Склад
До складу округу входять такі населені пункти:
| Населений пункт     | Старі назви | Населення, осіб (1989) | Населення, осіб (1999) | Населення, осіб (2009) | Населення, осіб (2021) |
| ------------------- | ----------- | ---------------------- | ---------------------- | ---------------------- | ---------------------- |
| Озерки, село        | -           | 1999                   | 2075                   | 1904                   | 2111                   |
| --Каштак, село      | -           | -                      | -                      | 87                     | 78                     |
| --Кіші-Актобе, село | -           | -                      | -                      | 91                     | 97                     |
| Половинка, село     | -           | 293                    | 452                    | 291                    | 293                    |
| --Тіпкаши, село     | -           | -                      | -                      | 112                    | 93                     |
| Караколь, село      | Ріпинка     | 152                    | 115                    | 91                     | 85                     |
| --Балтатарак, село  | -           | -                      | -                      | 48                     | 47                     |
| Талиця, село        | -           | 677                    | 538                    | 482                    | 539                    |